# 乌尼昂港
乌尼昂港是巴西圣卡塔琳娜州的一个市镇。总面积851.24平方公里，总人口33095人，人口密度38.9人/平方公里。